# Папа Иноћентије XIII
Папа Иноћентије XIII (лат. Innocentius Tertius Decimus; 13. мај 1655 —  7. март 1724) је био 244. папа од 8. маја 1721. до 7. марта 1724.